# Monika Koch-Emsermann
Monika Koch-Emsermann (* 18. Juni 1944 als Monika Koch) ist eine ehemalige deutsche Fußballspielerin, Trainerin und Mitherausgeberin der Zeitschrift DieDa. Sie ist Mitbegründerin der Frauenfußballabteilung des FSV Frankfurt, machte 1976 als erste Frau in Hessen den Trainerinnenschein und setzte sich stets für bessere Spielbedingungen der Frauen ein.

## Werdegang
Monika Koch-Emsermann war als Leichtathletin beim FSV Frankfurt aktiv. Gemeinsam mit ihr in einem Team war Renate Baum. Diese fand das Fußballspiel zum Ende des Trainings meist besser als das Training selbst und überredete so Monika Koch-Emsermann, als das Verbot des DFB aufgehoben war, die Frauenfußballabteilung des FSV Frankfurt zu gründen. Monika Koch-Emsermann hatte den Spielerinnenpass Nummer 6. 1971 wurde sie Managerin des FSV Frankfurt und 1974 auch Trainerin. Sie wollte damals direkt ihre Trainerinnenlizenz machen, aber das wurde ihr anfangs verwehrt, mit Bezug auf die mangelnden Sanitäreinrichtungen in der Sportschule. In dieser Funktion engagierte sie sich auch für bessere oder weniger eingeschränkte Spielbedingungen der Frauen ein. Die Trainerinnenlizenz erwarb sie 1976 als erste Frau in Hessen. Da nur regionale Ligen existierten, organisierte sie bald internationale Fahrten, um sich mit anderen Teams außerhalb Hessens messen zu können. Zudem wurde die Nachwuchsarbeit der Abteilung aufgebaut. Der Erfolg dieser Strategie ließ sich dann 1982 messen am Titel des inoffiziellen Europapokals für Vereinsmannschaften im niederländischen Delft, dem Sieg im DFB-Pokal 1985 gegen KBC Duisburg und dem Erlangen der deutschen Meisterschaft in einem 5:0 gegen Bergisch Gladbach 1986. Ebenfalls ein Erfolg war dann die Einführung der Bundesliga und das konsequente Anführen der Süd-Staffel des FSV Frankfurt. 1993, nach dem Ende ihrer aktiven Zeit beim FSV Frankfurt, gründete sie die Zeitschrift Dieda, welche die Vorläuferin des Frauenfußballmagazins FFußball  war.

## Auszeichnungen
1992 wurde ihr der nach Lu Röder benannte Preis des hessischen Sportbundes verliehen.